# Засс, Корнилий Корнилиевич
Корнилий Корнилиевич Засс (нем. Cornelius Heinrich Johann Freiherr von Saß; 1793—1857) — генерал-лейтенант русской императорской армии, участник Польского и Венгерского походов.

## Биография
Родился 23 июля (3 августа) 1793 года в семье дворян Лифляндской губернии, отец — вице-директор Инженерного департамента генерал-майор Корнилий Александрович Засс.
На службу определён был 5 ноября 1804 года; первое время числился по инженерному корпусу, а потом (в 1805 году) был назначен в чертёжную инженерной экспедиции. Первый офицерский чин (подпоручика) получил в 1808 году. В 1813 году Засс был переведен в Лейб-гвардии сапёрный батальон; в 1820 году произведён в полковники, с утверждением в должности командира Лейб-гвардии конно-пионерного эскадрона.
14 декабря 1825 года находился в числе войск, собранных на Дворцовой и Исаакиевской площадях против возмутившихся частей, и на следующий день за верность долгу был пожалован во флигель-адъютанты к императору Николаю I.
Во время Турецкой войны 1828—1829 гг., в первый период кампании, находился со своим эскадроном в Придунайских княжествах; согласно Высочайшему повелению, производил работы по исправлению путей сообщения и проложил удобную дорогу через горы и непроходимый лес около крепости Варны.
В 1829 году, за отличие по службе, Засс был произведён в генерал-майоры, с назначением командиром Лейб-гвардии драгунского (впоследствии конно-гренадерского) полка, с которым принимал весьма видное участие в усмирении Польского мятежа 1830—1831 гг. Прибыв в 1831 году на театр войны, он поступил в отряд генерала Бистрома, с которым был в нескольких сражениях с поляками; потом совершил, по поручению начальства, несколько самостоятельных экспедиций, участвовал в делах под Тыкочином, при Остроленке и при взятии штурмом варшавских укреплений и городового вала города Варшавы. За Тыкочин Засс получил орден св. Анны 1-й степени, за Остроленку — украшенную алмазами золотую саблю с надписью «За храбрость» и за Варшаву — орден св. Георгия 4-й степени за № 4548 (18 октября 1831 года).
По возвращении из похода в 1831 года Корнилий Корнилиевич Засс был назначен командиром 1-й бригады 1-й лёгкой кавалерийской дивизии. В 1838 году зачислен в свиту Его Императорского Величества; в 1842 г. получил должность дивизионного начальника 4-й лёгкой кавалерийской дивизии, а в 1843 году был произведён в генерал-лейтенанты.
Во время Венгерского мятежа 1849 года Засс ходил за Карпаты, сражался с мятежниками при селах Геремболи, Зольце, Кекеше и Дебрецене и получил за отличие вторую золотую саблю, украшенную бриллиантами, с надписью «За храбрость».
12 сентября 1851 года он пожалован был в генерал-адъютанты к его Императорскому Величеству. Засс состоял членом Александровского комитета о раненых; ввиду открывшихся злоупотреблений директора канцелярии комитета Политковского, был предан генеральскому суду вместе с другими членами комитета за бездействие власти и допущение важного государственного ущерба и лишён звания генерал-адъютанта (в 1854 г. оно было ему возвращено).
С 1853 года исправлял должность попечителя военно-сухопутных госпиталей, находившихся в то время в Санкт-Петербурге и его окрестностях.
Умер 14 (26) марта 1857 года. Похоронен на Волковом лютеранском кладбище.